# Prémio Ho-Am de engenharia
O Prémio Ho-Am de engenharia é um galardão atribuído anualmente pela HO-AM Foundation.
Este prémio foi estabelecido em 1994 pelo presidente da Samsung, Lee Kun-hee em homenagem a Lee Byung-chul, fundador da Samsung.

## Laureados[1]
- 1994: Tae-Yang Lee
- 1995: Duk-Yong Yoon
- 1996: Chang-Dae Han
- 1997: Nam-Pyo Suh
- 1998: Sun-Tak Hwang
- 1999: Hong Thomas Hahn
- 2000: Sungho Jin
- 2001: Dong Nyung Lee
- 2002: Jeongbin John Kim
- 2003: Yongmin Kim
- 2004: Dewey Doo-Young Ryu
- 2005: Kyung-Suk Kim
- 2006: Kang Geun Shin
- 2007: Chang-Beom Eom
- 2008: Hyunjune Sebastian Seung
- 2009: Deog-Kyoon Jeong
- 2010: Luke Pyungse Lee
- 2011: Thomas H. Lee
- 2012: Taeghwan Hyeon
- 2013: Sangtae Kim
- 2014: Sang-Yup Lee
- 2015: Chang-Jin Kim (C.J. Kim)
- 2016: Jun Ho Oh